# Mufulira
Mufulira este un oraș în este un oraș în provincia Copperbelt, Zambia.
S-a dezvoltat in anii 1930 in jurul Minei de Cupru Mufulira localizată în partea nord-vestică a orașului. Orașul este situat la o distanță de 16 km de granița cu Republica Democratică Congo, 40 km de Kitwe, 60 km de Ndola și 55 km de Chingola.

## Economie
Mina Mufulira, deținută și operată de compania Mopani Copper Mines are un numar de peste 10 000 de angajați. Alături de mină funcționează o topitorie de cupru. Prelucrarea fierului, chimia si polografia sunt de asemenea prezente în oraș.

## Sport
Orașul este reprezentat pe plan sportiv de echipa de fotbal Mufulira Wanderers.

## Personalități
- Levy Mwanawasa, președintele Zambiei in perioada 2000 – 2008 s-a născut în Mufulira.